# 獵奇
獵奇在中國文學本義上是指「與眾不同的事物」。另一用法為日本ACG界中，獵奇被引申有「血腥、殘酷、驚悚」一類之意。據信獵奇一詞被大量引用，出自對日本ACG中18禁的獵奇殺人類型虛構作品的簡稱。現今該辭已不限於在ACG界中使用，任何小說、動漫、電影、電視劇與電子遊戲有符合獵奇條件劇情的都可用該辭形容。

## 概要與用法
在ACG界中，獵奇可指任何血腥而驚悚殘酷的事物，並作為形容詞使用，例如：「這部動畫真是獵奇」、「這個畫面真獵奇」。
以下舉出數個通常被視為獵奇的例子：
- 極為殘酷的虐殺，角色慘死。
- 人或動物被肢解、被利刃或武器攻擊並因此流出大量體液。
- 以暴力的手法導致的內臟或組織外露。
- 以某些儀器直接刺入或嵌入人類的某些器官，包括皮膚或大腦或其他臟器，通常是為了做實驗或注射藥物或控制此人。
- 砍頭及違反自然的身體扭曲。
- 多存於古代的各種酷刑。
- 生物被碾壓、穿刺及烹飪。
- 各種生物部件拼接而成的嵌合體。
- 腐爛嚴重，爬滿蛆及蟑螂等足以令人反感的生物。
- 另外部分SM方式和新兴的ryona类漫画也被认为和猎奇有关。

由於獵奇這個詞彙的意義代表血腥的事物，故被形容為獵奇的作品通常是兒童不宜的。獵奇的內容吸引了一定數量的愛好者，有不少作品也是由於內容的獵奇而聞名的。

## 與詞彙グロ的關係
在日語中存在詞彙「グロ」，為日語中對外來語西洋穴怪圖像（英语：grotesque）一字的縮寫，其意為奇異的或令人不快的，後來逐漸也被用來形容猥褻的事物或虐殺一類的行為，因此這個詞彙常與獵奇一詞混淆。基本上，血腥與否並不代表一事是否グロ，グロ的本意僅有怪異之意。但近年來グロ已經逐漸被用在形容血腥的事物上。

## 類型

### 輕度獵奇
僅有大量但沒有過度令人反感的血腥劇情，包括流血、肢解、虐殺畫面，但都輕描淡寫，較不易對多數觀眾產生心理衝擊。很多非兒童向作品都會涉及。
例如：黑色子彈、殭屍哪有那麼萌？、撲殺天使朵庫蘿、黃金之風等。

### 中度獵奇
有大量血腥畫面，必要時會刻意描寫，少數人會感到反感，例如醫療、戰爭片、犯罪片與黑幫電影都會涉足些輕度獵奇的情節
例如：未來日記、學園默示錄、School Days、寄生獸、牠、Another、屍鬼、東京喰種、進擊的巨人、槍彈辯駁等。

### 重度獵奇
除了大量的血腥畫面外，會仔細地描寫其過程，包括開膛剖肚、肢解身體、暴力虐殺、內臟外露、食人等，不少恐怖或兇殺作品都有這類傾向。
例如：Fate/Zero（漫畫版）、妖精的旋律、鏈鋸人、心跳文学部！、沉默之丘系列、寒蟬鳴泣之時、野比大雄的生化危機、索多瑪一百二十天、惡魔人、奪魂鋸、屍體派對、BLOOD-C、pupa、開心樹朋友等。

### 精神獵奇
這類作品不見得有大量血腥劇情，從表面看無法辨識出是獵奇性作品，但內容常會有不協調的畫面與配樂，或者是相似且具有誘發人焦慮、煩躁、壓抑及恐慌效果的內容不斷地循環疊加，同時劇情發展或結局多會讓人感到悲慘殘酷，進而讓認真觀賞的觀眾或玩家感到不適，從而達到與上述類型一樣、甚而更加長期影響身心的效果。倫理悲劇與人性探討類的作品常會用這種方式來強化觀眾觀感，除此之外一些鮮少流血畫面，主打恐懼驚悚的作品也時常被歸類為精神獵奇。
例如：噩夢輓歌、趣味游戏、貓湯、惡之華、夢日記、人類衰退之後、魔女之家、青鬼、Ib (游戏)、零系列、獨角獸查理、魔法少女小圓、DDLC、心靈判官、來自新世界、沙耶之歌、假面的红色教主、世界奇妙物语、皮膚、奇異人生馬戲團等。